# The American Beauty
The American Beauty è un film muto del 1916 diretto da William Desmond Taylor.

## Trama

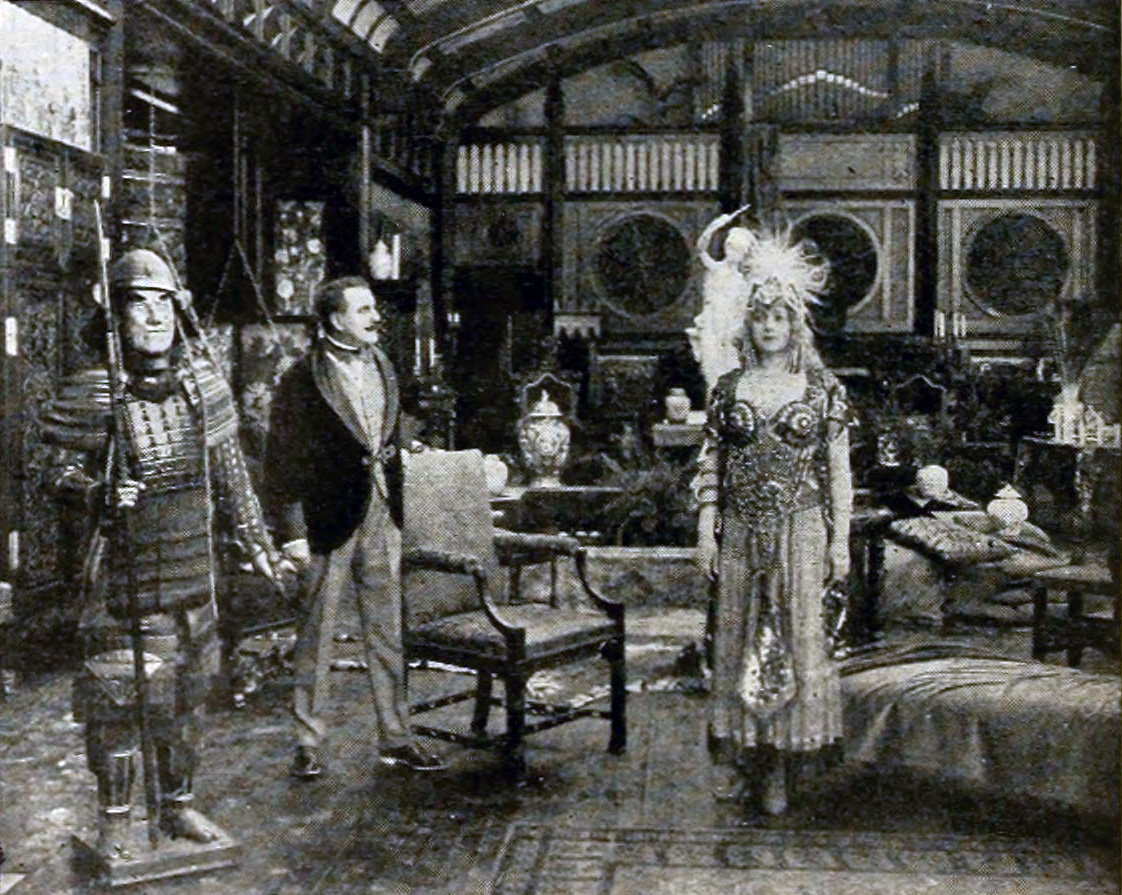
The American Beauty (1916)

Imbarcata su una nave che la sta riportando da Terranova verso gli Stati Uniti, la coppia dei signori Ellsworth viene separata dalla figlioletta a causa di un incendio che scoppia a bordo. La bambina, sola dentro a una scialuppa di salvataggio, viene salvata da Cleave, un pescatore, e da sua moglie. I due tentano invano di identificare la piccola, senza riuscirci. Non avendo figli, la coppia adotta la bambina, dandole il nome di Ruth.
Passano gli anni: Ruth è ormai grande e, quando sua madre, vedova e malata, perde il posto di donna delle pulizie, lei la sostituisce. Il suo datore di lavoro è Keith Paul, un ricco e noto pittore, alla ricerca di una modella che dovrebbe posare per un concorso internazionale indetto dal ricco e amorale Herbert Lorrimer. Il soggetto del quadro deve incarnare lo spirito della ragazza americana. Keith convince Ruth a posare per lui e il suo quadro vince il primo premio. Ma, quando si scopre la nazionalità canadese della modella, il quadro viene squalificato.
Lorrimer, incapricciato di Ruth, la porta nel suo appartamento e la droga. La ragazza viene salvata dallo stupro dall'intervento di Keith che, poi, la chiede in moglie. Ma lei, sentendosi socialmente inferiore, lo rifiuta. Il caso del quadro squalificato ha, però, ha creato una serie di polemiche che arrivano anche agli Ellsworth, i veri genitori di Ruth: costoro si rendono conto che la modella è la figlioletta perduta tanti anni prima e la vanno a cercare. Ruth, a questo punto, accetta la proposta di matrimonio del pittore.

## Produzione
Il film fu prodotto dalla Pallas Pictures.

## Distribuzione
Distribuito dalla Famous Players-Lasky Corporation e dalla Paramount Pictures, il film uscì nelle sale cinematografiche statunitensi il 29 giugno 1916.